# La cosa più dolce...
La cosa più dolce... (The Sweetest Thing) è un film del 2002, diretto da Roger Kumble e interpretato da Cameron Diaz e Christina Applegate.
Commedia romantica scritta da Nancy M. Pimental, già sceneggiatrice della fortunata serie animata South Park.

## Trama
Christina Walters è una ragazza di 28 anni, avvenente ed estroversa, che con le sue due amiche Courtney e Jane si diverte ad irretire gli uomini ai quali poi non si lega mai sentimentalmente.
Una sera decide di portare la sua amica Jane, che è appena stata lasciata dal suo ragazzo, in discoteca. Lì, mentre sta cercando un compagno per Jane, incontra Peter Donahue, un ragazzo che si trova lì per l'addio al celibato del fratello Roger, e ne resta colpita. Christina e Peter litigano, in quanto lei lo ha acchiappato e ha quindi cercato di mollargli la sua amica. Poco dopo, i due fanno pace e lui scompare con il fratello, lasciandole un unico indizio: data e luogo del matrimonio. Complice l'amica Courtney, Christina va con lei a Somerset, spinta da un impulso mai provato.
Durante il viaggio di andata le due vivono alcune disavventure: la loro auto viene travolta da un pacchetto a forma di uccello pieno di vermi, inoltre mentre cercano di pulirsi dai vermi in un bagno pubblico maschile, fanno esplodere le tubature di un orinatoio, bagnandosi i vestiti.
Così, giunte a Somerset, sono costrette ad entrare in una boutique per comprare degli abiti nuovi. Lì, la negoziante Vera propone loro degli abiti stravaganti, che loro comprano. Poco prima di uscire, Vera domanda loro se vogliono essere inserite nella mailing list, e Courtney scrive l'indirizzo di Christina.
Al matrimonio, le due amiche scoprono tuttavia che a sposarsi è proprio Peter. Sconvolta e delusa, Christina si sente una sciocca e cerca di tornare alla sua vecchia vita, invano. Nel frattempo, Jane si trova con un ragazzo, Todd, conosciuto in discoteca e hanno un incidente. Quando Christina e Courtney tornano a casa, trovano molta gente che sta cercando di aiutare Jane e il compagno Todd e risolvono la situazione.
Il tempo passa e tre settimane dopo, tornando a casa da una serata in discoteca, lei e le sue amiche scoprono che Peter la sta aspettando davanti alla porta. Infatti, dopo aver conosciuto Christina, Peter aveva deciso, su consenso della sposa, di annullare il matrimonio. Poco tempo dopo, casualmente, sfogliando il libro delle mailing list di Vera, aveva trovato l'indirizzo di Christina. I due si chiariscono e si baciano, suggellando così il loro amore.

## Accoglienza
La rivista Empire lo ha posizionato al 28º posto nella classifica dei 50 peggiori film di sempre.
Il film al botteghino mondiale ha guadagnato 68 milioni di cui 2,7 solo in Italia.

## Slogan promozionali
- «First came the rules of love. Now comes the fun.»
- «A romantic comedy without the sugar.»
- «They're looking for a few good men.»
- «Cercano quello giusto e lo vogliono subito.»

## Curiosità
- Nell'ultima scena del film appare il regista James Mangold nel ruolo del Dr. Greg, il fidanzato di Courtney.
- Il ragazzo col giubbotto di pelle che Christina Applegate conosce al bar è stato il suo vero marito nella vita (dal 2001 al 2006), Johnathon Schaech.
- Il film è basato principalmente sulla relazione della scrittrice Nancy M. Pimental con l'amica Kate Walsh.
- La sceneggiatrice del film Nancy Pimental fa un cameo nel film, interpretando la ragazza che vomita nel club.